# تپه گار
تپه گار مربوط به دوره اشکانیان - دوره ساسانیان - سده‌های اولیه دوران‌های تاریخی پس از اسلام است و در شهرستان گرمی، بخش مرکزی، دهستان اجارود مرکزی، روستای زنگیر واقع شده و این اثر در تاریخ ۲۷ اسفند ۱۳۸۶ با شمارهٔ ثبت ۲۲۶۱۳ به‌عنوان یکی از آثار ملی ایران به ثبت رسیده است.